# Римски метро
Римски метро је брзи транзитни систем који функционише у Риму. Почео је са радом 1955., што га чини најстаријим у земљи.
Метро се састоји од три линије – А (наранџаста), B (плава) и C (зелена) – које саобраћају на 60 км руте, која опслужује 73 станице.   Има дневни промет од око 820 хиљада путника, а годишњи промет од око 320 милиона путника. 
Поред метроа, центар Рима и његово урбано подручје опслужују 8 ФЛ линија које окружују Рим и регију Лација,  6 трамвајских линија са 192 станице,  3 приградске линије, као и Leonardo Express који повезује Рома Термини, централну станицу града Рима, са аеродромом Леонардо да Винчи у Фјумичину,  и Civitavecchia Express који повезује град са главним луком Чивитавекија.  Проширења мреже су тренутно у изградњи на линији C. Постоје даљи пројекти за линију А, линију B и за приградски железнички систем.  Цео транспортни систем у Риму користи интегрисани тарифни систем Метребус (акроним састављен од речи „Метро”, „Воз” и „Аутобус”), који се може користити у границама Општине Рим и у границама градска тарифа. 
Линија B је била прва метро линија која је отворена у систему, и први званични метро у Италији, али су имена „А“ и „B“ додата тек када је друга линија отворена 25 година након прве. Отворен у послератној Италији 1955. током реконструкције и на ивици италијанског привредног чуда, пројектован је и изграђен за Светску изложбу 1942. 

## Линије
| Линија | Термини                | Термини          | Отворено     | Најновије проширење | Дужина | Станице |
| Линија | Термини                | Термини          | Отворено     | Најновије проширење | км     | Станице |
| ------ | ---------------------- | ---------------- | ------------ | ------------------- | ------ | ------- |
|        | Battistini             | Anagnina         | 1980         | 2000                | 18,4   | 27      |
|        | Laurentina             | Rebibbia / Jonio | 1955. године | 2015                | 22,9   | 26      |
|        | Monte Compatri-Pantano | San Giovanni     | 2014         | 2018                | 18,7   | 22      |

### Линија А
Линија А иде од југоисточног предграђа Рима, затим дуж североисточног дела центра града, а затим до северног дела града, у близини Ватикана. Повезује се са линијом B, заједно са многим другим националним и регионалним железничким услугама, на Терминију, и са линијом C у Сан Ђованију. Има 27 станица, са терминалима у Батистини и Анагнини. Препознаје се по наранџастој боји.
Радови на линији А почели су 1964, али је претрпело низ кашњења што је довело до тога да је првобитно планирани начин изградње представљао озбиљне проблеме за друмски саобраћај у југоисточном Риму. Радови на метроу су обустављени и поново почели пет година касније, коришћењем пробушених тунела, што је делимично решило проблеме у саобраћају, али је изазвало бројне захтеве за компензацију за вибрације изазване машинама. Радови су такође често прекидани археолошким налазима у току ископавања.

### Линија B
Линија B је била прва линија метроа у Риму. Линија B повезује североисток града са југозападом. Има 26 станица. Препознаје се по плавој боји. Трансфери су доступни Линијом А и другим железничким услугама.
Линија Б је планирана током 1930-их од стране тадашње владе да обезбеди брзу везу између главне железничке станице Термини и новог округа југоисточно од града планиране локације за Светску изложбу, која требало да се одржи у Риму 1942. Изложба никада није одржана због уласка Италије у Други светски рат 1940. Када је његова изградња прекинута, неки од тунела на страни метроа у центру града су већ били завршени и коришћени су као склоништа за ваздушне нападе током рата.
Радови су поново започети 1948., заједно са развојем локације која је раније била предвиђена за Светску изложбу. Метро је званично отворио тадашњи председник Републике Луиђи Ајнауди 9. фебруара 1955. Редовне услуге су почеле следећег дана.

### Линија C
Отворена 9. новембра 2014., Линија C тренутно ради радијално од Сан Ђованија, служећи као размена станица за Линију А. То је прва линија метроа која се протеже изван граница града у Риму.